# إحسان شرارة
إحسان شرارة

## ولادته ونشأته
ولد في العام 1936 ميلادي في مدينة بنت جبيل، تلقى علومه الأولى في مدرسة بنت جبيل الرسمية ثم في الكلية الجعفرية في صور ومنها انتقل إلى كلية المقاصد الإسلامية في صيدا.

## دراسته
- عام 1958 ميلادي نال البكالوريا اللبنانية- قسم الفلسفة
- عام 1952 دخل دار المعلمين في بيروت وتخرّج منها في العام 1954 ميلادي
- عام 1961 حاز إجازة في العلوم المالية والإدارية من المعهد المالي التابع لوزارة المالية اللبنانية
- عام 1963 ميلادي حاز إجازة في الحقوق من الجامعة اللبنانية
- عام 1971 ميلادي حاز إجازة تعليمية في الأدب العربي من الجامعة اللبنانية
- عام 2002 ميلادي حاز على دبلوم (ماستر) في الأدب العربي من جامعة INALCO الفرنسية في باريس
- عام 2006 ميلادي نال الماجيستير في الأدب العربي من جامعة الكسليك في لبنان عن دراسة أعدّها عن العلامة حسن الأمين

## عملة والوظائف التي تقلدها
- عام 1954 ميلادي عيّن مدرسا في مدرسة بنت جبيل الرسمية
- عام 1959 عيّن مساعدا قضائيا في بيروت
- عام 1960 ميلادي عيّن مدرسا للأدب العربي في إحدة ى ثانويات بيروت وبقي في التدريس حتى العام 1970 ميلادي
- عام 1962 عيّن أمينا معاونا للسجل العقاري في مدينة زحلة اللبنانية
- عام 1964 ميلادي تم نقله بنفس المسمّى الوظيفي إلى بيروت
- عام 1965 ميلادي عيّن رئيسا بالوكالة لدائرة أملاك الدولة بالإضافة إلى وظيفته السابقة
- عام 1974 ميلادي عيّن أمينا مركزيا للسجل العقاري في المتن الشمالي
- عام 2000 ميلادي تقاعد من الوظيفة الرسمية عن عمر 64 سنة
- بعد تقاعده من الوظيفة تفرّغ للبحث والكتابة والتأليف

## نشاطاته
- منذ تقاعده عكف على الكتابة والبحث
- كتب في جريدة السفير، مقالات غالبها ذات طابع وجداني أدبي.
- من أعضاء الهيئة العامة في المجلس الثقافي للبنان الجنوبي.
- شارك في العديد من الندوات التي نظّمها المجلس الثقافي للبنان الجنوبي.

## مؤلفاته
1. أغاني الهوى ورسائل الحنين- صدر في العام 2011- وهو يقع في جزئين. يحوي الجزء الأول على كتابات شعرية غنائية لإحسان شرارة أما الجزء الثاني فيضم رسائله وقصصه وشيء من الذاكرة العاملية.[2]
2. موسى الزين شرارة - الشاعر الثائر في محيطه العاملي - إصدار خاص - رسالة دبلوم من جامعة INALCO الفرنسية
3. حسن الأمين - رحالة واديبا ومؤرخا - دار المنهل اللبناني- عام 2006 - رسالة ماجستير من جامعة الكسليك